# Adelsprüfungsausschuss
Der Adelsprüfungsausschuss (APA) war zwischen 1921 und 1945 ein zunächst als Beratungsgremium konstruiertes, später quasi als privater vereinsrechtlicher Spruchkörper funktionierendes Institut der Deutschen Adelsgenossenschaft. Er wurde als Nachfolgeinstitution zum Deutschen Heroldsamt geschaffen. Als Nachfolger des Adelsprüfungssausschusses sieht sich der Adelsrechtsausschuss (ARA). In der Zeit zwischen 1926 und 1934 nannte sich der Adelsprüfungsausschuss auch „Ehrenschutzbund des Deutschen Adels“, in der Zeit zwischen 1934 und 1936 „Adelsgerichtshof“ und in der Zeit zwischen 1937 und 1945 „Abteilung für adelsrechtliche Fragen“.

## Geschichte

### 1918 bis 1933
Bis zur Abschaffung der Vorrechte des Adels in Deutschland am 14. August 1919 durch Inkrafttreten der Weimarer Reichsverfassung wurde durch das Deutsche Heroldsamt geprüft, wer sich auf die Privilegien, die Adligen rechtlich zugestanden wurden, berufen konnte und wer nicht. Darüber hinaus prüfte das Heroldsamt auf Geheiß des Kaisers, insbesondere bei Zuzug von Adligen anderer Staaten in das Reichsgebiet und im Falle von Adoptionen, ob Gründe gegen eine Erhebung in den Reichsadelsstand durch den Kaiser sprachen. Anhand von Urkunden und eines langen Kriterienkatalogs mussten Rang und Stellung der Familie im Vergleich zu uradligen Familien des Reichsadels belegt werden. Die Entscheidung über die Erhebung in den Reichsadelsstand traf dann der Kaiser, der sich jedoch häufig auch über das Votum des Deutschen Heroldsamtes hinwegsetzte.
In der Weimarer Republik bestand aufgrund der verfassungsmäßigen Rechtsgleichheit aller Bürger kein Bedarf mehr für entsprechende Prüfungen, so dass das Deutsche Heroldsamt abgeschafft wurde. In Erwartung einer baldigen Wiedereinführung der Monarchie und einer Wiedereinsetzung des Adels in seine vormaligen Privilegien installierte die Deutsche Adelsgenossenschaft als provisorisches Überbrückungsinstrument 1921 den Deutschen Adelsprüfungsausschuss, um die Kontinuität der Prüfung über die Zugehörigkeit zum Deutschen Adel zu gewährleisten.
Dieser sollte seine Prüfungen in Vertretung des Heroldsamtes durchführen, sammeln und dann bei Wiedereinführung der Monarchie den Kaiser beraten, wie über die offenen adelsrechtlichen Fragen entschieden werden könnte. Der Adelsprüfungsausschuss legte zunächst in seinen Stellungnahmen Wert darauf, dass er keine Entscheidungskompetenz habe, weil ihm diese nie übertragen wurde. Auch das Deutsche Heroldsamt besaß in adelsrechtlichen Fragen immer nur Beratungs- und keine Entscheidungskompetenz.

### Nach 1933
Im Dritten Reich erfolgte keine formelle Gleichschaltung der Deutschen Adelsgenossenschaft, die sich weitgehend den Vorstellungen der Nationalsozialisten anpasste. Durch Stellungnahmen gegenüber den Familienoberhäuptern und den Familienverbänden der Familien adliger Herkunft nahm der Adelsprüfungsausschuss Einfluss darauf, dass diese sich von Verwandten abzuwenden hätten, die nicht den vom Adelsprüfungsausschuss vertretenen Vorstellungen vom deutschen Adel entsprachen. Nicht jüdischer Herkunft zu sein wurde zu den Grundsätzen des deutschen Adels erklärt. Tatsächlich gab es historisch überproportional viele Ehen zwischen deutschen adligen Männern und jüdischen Frauen. Außerdem wurden insbesondere im 19. Jahrhundert zahlreiche jüdische Familien durch den preußischen König und später durch den deutschen Kaiser geadelt. Während die Nationalsozialisten den sogenannten Ariernachweis verlangten, mit dem bis in die vierte Generation der Vorfahren nachzuweisen war, dass man nicht jüdischer Abstammung war, ging der Adelsprüfungsausschuss weit darüber hinaus und verlangte von Angehörigen des Deutschen Adels den Nachweis, dass die nicht jüdische Abstammung bis zum Jahr 1750 geführt werde. Geht man von vier Generationen pro Jahrhundert aus, setzte der Ariernachweis der Nationalsozialisten also eine „Reinheit“ der 8 Urgroßeltern voraus, wohingegen der Adelsprüfungsausschuss ca. 5 Generationen weiterreichte und also für alle 256 Vorfahren der achten Generation diesen Nachweis forderte. Diese Forderung war, soweit bekannt, in keiner Familie adliger Herkunft für sämtliche Familienmitglieder zu führen, so dass diese Forderung nur in wenigen betroffenen Familien umgesetzt wurde. Hingegen wurden einige Familien wegen sogenannter „fehlender arischer Reinheit“ aus dem Adel ausgeschlossen.
Nach dem Attentat der Verschwörer um Claus Schenk Graf von Stauffenberg am 20. Juli 1944 veröffentlichte der damalige Vorsitzende der Deutschen Adelsgenossenschaft, Fürst Adolf zu Bentheim-Tecklenburg, im Deutschen Adelsblatt eine Ergebenheitsadresse an Adolf Hitler. Der Adelsprüfungsausschuss erklärte in Nachgang dazu, dass die Treue zum Führer ebenfalls ein Kriterium für Adel sei und forderte die Familien des historischen Adels dazu auf, sich von ihren Mitgliedern loszusagen, die sich am Attentat gegen Hitler beteiligt hatten oder mit diesen ersten oder zweiten Grades verwandt waren.
Anders als das deutsche Heroldsamt ging der Adelsprüfungsausschuss also in der Zeit des Nationalsozialismus dazu über, von Familien adliger Herkunft den Ausschluss von Familienmitgliedern zu verlangen. Im Gegensatz zum deutschen Heroldsamt, dass sich für seine Prüfung auf historische Kriterien berief, postulierte der Adelsprüfungsausschuss auch neue Kriterien, insbesondere die nicht jüdische Abstammung und die Treue zum Führer für die Zugehörigkeit zum deutschen Adel.
Aufgrund der großen Nähe zum Nationalsozialismus wurden die Deutsche Adelsgenossenschaft und der Adelsprüfungsausschuss nach dem Ende des Zweiten Weltkrieges aufgelöst. Die Familien des historischen Adels organisierten sich daraufhin in verschiedenen Adelsverbänden neu. Diese installierten später den Adelsrechtsausschuss (ARA) als Verein, der sich trotz der historischen Belastungen in der Tradition des Deutschen Heroldsamtes und des Adelsprüfungsausschusses sieht.